# Eintracht Braunschweig
Eintracht Braunschweig este un club de fotbal din Braunschweig, Germania, care evoluează în 2. Bundesliga.

## Jucători faimoși
- Igor Belanov
- Hasse Borg
- Paul Breitner
- Wolfgang Dremmler
- Wolfgang Frank
- Bernd Franke
- Bernd Gersdorff
- Mathias Hain
- Uwe Hain
- Franz Merkhoffer
- Viktor Pasulko
- Yahiro Kazama
- Danilo Popivoda
- Tobias Rau
- Aleksandar Ristic
- Lothar Ulsaß
- Horst Wolter
- Valentin Năstase
- André Schembri
- Jan Tauer
- Ronald Worm